# Innes Ireland
Pour les articles homonymes, voir Ireland.
Robert McGregor Innes Ireland dit Innes Ireland, (né le 12 juin 1930 à Mytholmroyd dans le Yorkshire de l'Ouest, Angleterre - mort le 22 octobre 1993 d'un cancer à Reading dans le Berkshire, Angleterre) est un pilote automobile, un ingénieur et un journaliste britannique.

## Biographie

### Avant la compétition automobile
Innes Ireland grandit et étudie dans la campagne écossaise, à Kirkcudbright dans le comté de Dumfries and Galloway, où le conduisent les responsabilités de son père. Rapidement, il s'intéresse à une Bentley biplace 3 litres, remisée dans une grange et propriété d'une vieille voisine et questionne souvent le chauffeur chargé de l'entretien de la voiture. Plus tard, alors que la vieille dame s'est prise d'affection pour Ireland, elle lui offre un exemplaire du livre autobiographique de Henry "Tim" Birkin, vainqueur des 24 Heures du Mans 1929, sur Bentley Speed Six et des 24 Heures du Mans 1931, sur Alfa Romeo 8C 2300 LM. Ireland, après moult lectures de l'ouvrage, décide de devenir pilote de course. Son père souhaite néanmoins qu'il embrasse, tout comme lui, une carrière de vétérinaire et lui impose d'obtenir un diplôme « sérieux » avant de s'engager en compétition.
En 1946, Innes Ireland est embauché dans le service des moteurs d'avions Rolls-Royce de Glasgow où il demeure six ans. La vieille voisine des Ireland, entre-temps décédée, lui a légué sa Bentley qu'il utilise au quotidien pour venir travailler. En 1952, il est muté à Londres au service de réparation des voitures. Cette mutation lui permet d'assister à sa première course automobile à Silverstone, où le Grand Prix, sous la pluie, est remporté par Reg Parnell sur Alfa Romeo. Ireland doit encore patienter avant d'entamer une carrière de pilote de course car la conscription militaire le réclame.
Ireland sert au sein du régiment The King's Own Scottish Borderers où il devient parachutiste. Il ressort nommé élève-officier, à ce titre, le gouvernement de Sa Majesté lui offre un séjour en Égypte.

### Retour à la vie civile et initiation à la compétition
Retourné à la vie civile en 1955, Innes Ireland ouvre un garage de préparation-moteur dans le Comté de Surrey. Afin de s'affûter, il engage sa Bentley dans des courses de club, puis achète une Riley qu'il échange contre une Lotus Eleven 1500 plus moderne et performante.
En 1956, Ireland se lance véritablement dans la compétition automobile. Lors d'une course de club à Goodwood, la semaine précédant l'épreuve du lundi de Pâques, il engage sa Lotus et, désireux de bien paraître, se lance dans des attaques généreuses qui lui font visiter les bas-côtés de la piste par trois reprises à pleine vitesse. Ces écarts lui valent d'être réprimandé par le secrétaire adjoint du BARC qui le menace de l'empêcher de participer à la prochaine course de Pâques à sa prochaine sortie de piste. La semaine suivante, sur le même circuit, Ireland commet les mêmes erreurs, sans être remarqué et peut donc prendre le volant lors de la course de Pâques. Ireland court face aux pilotes Lotus d'usine : Keith Hall et Alan Stacey, qui deviendra un de ses grands amis. Son moteur Coventry Climax FWB le trahit et il ne peut terminer la course. Quelques belles performances dans des épreuves de voitures de sport lui permettent d'attirer l'attention du Team Endeavour en Formule 2.

### En compétition avant la Formule 1

#### 1957: débuts en Formule 2 au sein du Team endeavour
En 1957, Ireland intègre le Team Endeavour où il court sur une Cooper T43-Climax. Il débute à Brands Hatch le 5 août, puis à Snetterton, Goodwood et Oulton Park. Chacune de ses premières courses se conclut par un abandon. Le déclic a lieu le 14 septembre, à Silverstone où sont présents les ténors du sport automobile. Il gagne la première manche de l'International Trophy, mais abandonne lors de la seconde manche sur rupture de demi-arbre. Impressionné, Colin Chapman, fondateur de Lotus Cars, lui propose alors de courir en Formule Sport au sein de son écurie dès la saison suivante.

#### 1958: en Formule Sports avec Lotus
En 1958, Ireland découvre la compétition au niveau international et affronte entre autres Graham Hill, Alan Stacey ou Cliff Allison. Sur une Lotus Eleven 1100, il remporte une victoire de classe aux 12 Heures de Reims. Aux 3 Heures d'Auvergne, à Charade, il remporte la victoire absolue et réalise un temps-scratch. Il court en Formule 2 sur une Cooper T45 d'Alan Brown au Crystal Palace Trophy, sans parvenir à se qualifier et sur une Lotus Eleven qu'il engage sous son nom pour courir à l'United States Air Force Trophy où il est contraint à l'abandon. Cette même année, il participe comme pilote officiel, avec Mike Taylor, aux 24 Heures du Mans sur une Lotus Eleven 1100, et remporte le premier Trophée d'Auvergne Sport.

### En Formule 1

#### 1959-1961: Formule 1 avec Lotus

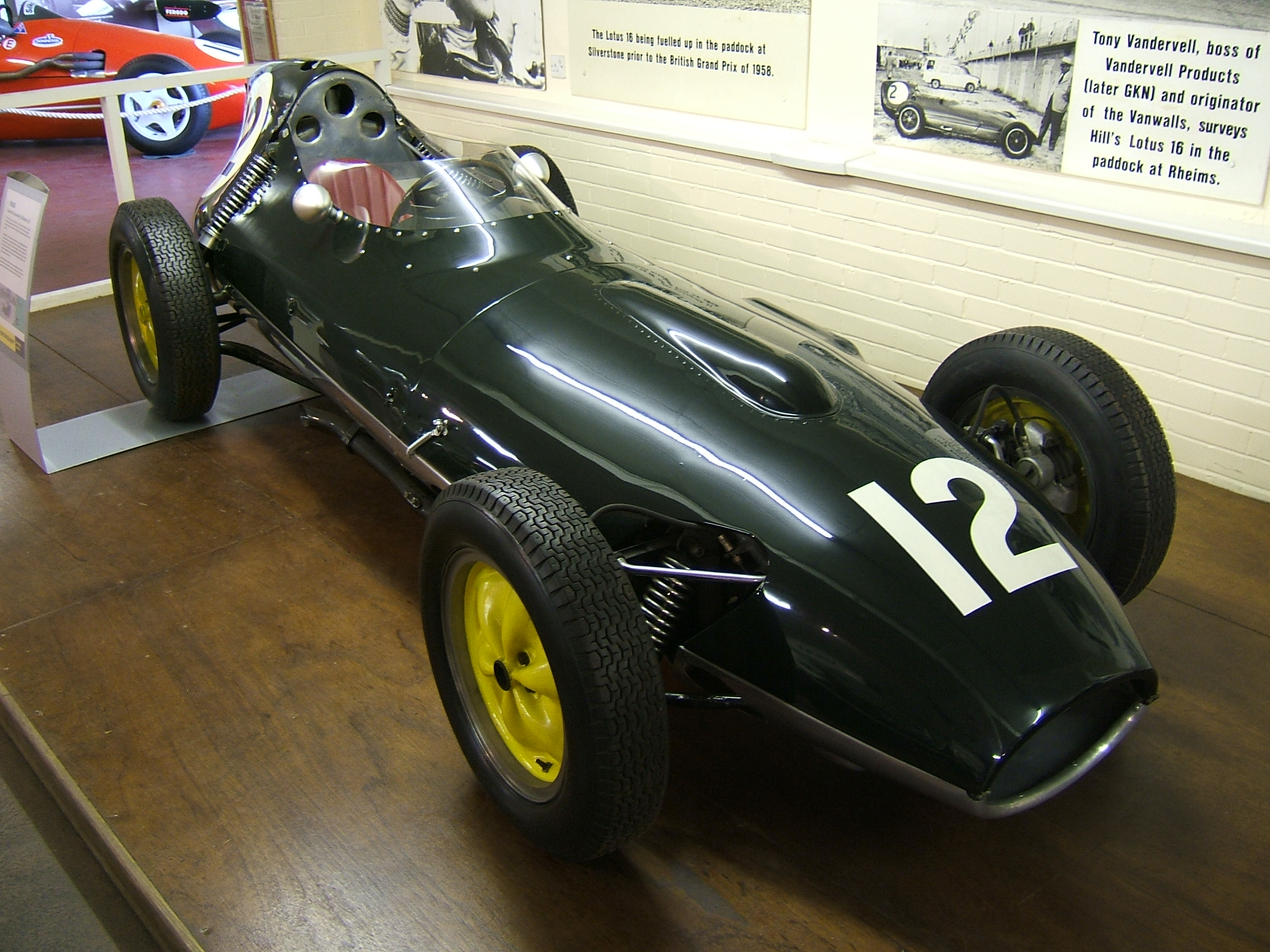
Ireland débute en Formule 1 en 1959 sur une Lotus 16

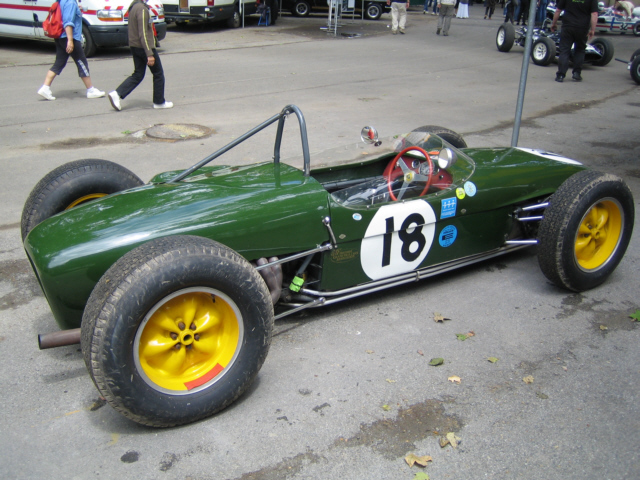
Ireland poursuit en Formule 1 en 1960 sur une Lotus 18

En 1959, Colin Chapman propose à Innes de piloter pour lui en Formule 2. Coup de chance, le deuxième pilote de Formule 1, Pete Lovely quitte l'écurie et Ireland se voit proposer le deuxième baquet, comme coéquipier de Graham Hill. Ireland prend le départ de son premier Grand Prix de Formule 1 sur une Lotus 16 à Zandvoort aux Pays-Bas où il décroche la quatrième place, compensant la compétitivité moyenne de sa monoplace par son pilotage. Sa monoplace ne lui permet guère de jouer les premiers rôles le reste de l'année. Cependant, peu avant le Grand-Prix des États-Unis, Hill quitte l'écurie et est remplacé par Alan Stacey qui abandonne dès le premier tour sur casse d'embrayage. La cinquième place d'Ireland lui permet de décrocher la place de premier pilote pour 1960. Chapman propose également à Ireland de participer au développement de la nouvelle Lotus 18.
En 1960, la Lotus 18 fait ses débuts au Grand Prix d'Argentine. La 18 d'Ireland a été acheminée en pièces détachées par avion puis assemblée dans les paddocks alors que les Lotus 16 de Stacey et de Rodriguez sont arrivées en retard et par bateau. Ireland se classe second sur la grille de départ, passe le premier virage en tête mais part en tête à queue, il repart en sixième position et la conserve jusqu'au terme de la course.
L'apparition de la Lotus 18, permet à Ireland de décrocher ses premières victoires en Formule 1 dans des courses hors-championnat, à Silverstone, Goodwood et Snetterton. Le favori du championnat est Stirling Moss qui, au volant de Lotus privées du Rob Walker Racing Team, remporte deux Grands Prix. Ireland respecte profondément Moss qui lui a donné la « plus belle leçon de pilotage de sa vie » lors des essais du Grand Prix de Monaco. Moss lui propose ce jour-là de lui ouvrir la route et de le suivre pour mieux comprendre les trajectoires. En course, Ireland doit pousser sa monoplace en panne depuis le Casino jusqu'à la ligne d'arrivée et termine épuisé à la neuvième place.
La semaine suivante, Ireland se classe second du Grand Prix des Pays-Bas. Peu après, les essais du funeste Grand Prix de Belgique voient deux incidents graves se dérouler : la Lotus de Moss perd une roue dans la descente de Burnenville, s'écrase à 200 km/h et provoque de multiples fractures et un traumatisme facial au pilote. Puis Mike Taylor décolle sur un talus après que sa colonne de direction s'est brisée. Secoués par ces deux accidents impliquant leurs monoplaces, les pilotes du Team Lotus, Ireland, Stacey et Jim Clark demandent un examen approfondi de leurs moyeux de roues : celui de Stacey est à demi fêlé et un autre est prêt à casser sur la monoplace de Ireland. Chapman fait venir de nuit des pièces pour réparer les monoplaces mais, en course, Ireland sort de la piste sur une erreur de pilotage et sans gravité. Lorsqu'il rentre aux stands, il apprend la mort de Chris Bristow après une passe d'armes face à Willy Mairesse. Quelques minutes plus tard, il apprend que son coéquipier et ami Alan Stacey vient de mourir sur sortie de piste après avoir été heurté au visage par un oiseau.
Après une importante remise en question, Ireland décide de continuer la compétition mais le moral n'est plus là. En dépit d'une troisième place au Grand Prix de Grande-Bretagne, il doit attendre septembre et le Grand Prix d'Oulton Park pour retrouver son niveau où il se maintient en tête une bonne partie de l'épreuve avant d'abandonner sur boîte de vitesses bloquée. Il termine la saison deuxième du Grand-Prix des États-Unis et ses trois podiums lui permettent de se classer quatrième du classement général. En Formule 2, il triomphe sur Lotus 18 à Goodwood et Oulton Park.
En 1961, malgré l'apparition de la Lotus 21, les résultats peinent à décoller pour l'équipe officielle tandis que Moss continue à briller avec la Lotus 18 du Rob Walker Racing Team. Si Ireland fait pâle figure face à Stirling Moss et sa Lotus privée, il n'a pas à rougir de la comparaison avec son jeune coéquipier Jim Clark. Lors du premier Grand Prix de la saison, à Monaco, Ireland, perturbé par la nouvelle boîte de vitesses ZF placée non plus à gauche mais à droite du cockpit et disposant désormais de cinq vitesses commet une erreur de pilotage : en croyant enclencher la quatrième, il passe la seconde et sa Lotus part en toupie aux abords du tunnel du Tir au Pigeons. Son passé de parachutiste lui permet d'amortir au mieux sa chute et d'avoir la vie sauve. Blessé à la jambe, il reste en convalescence trois semaines au St Thomas' Hospital de Londres où, à la suite d'une fête, il est photographié par un journaliste du Daily Express entouré de bouteilles de whisky et de paquets de cigarettes.
Ireland renoue avec les victoires, hors championnat toujours, au Grand Prix de Solitude et au Grand Prix d'Autriche à Zeltweg. Ireland fêta sa victoire à la Solituderennen, avec un ami, qui, en lançant des pétards depuis sa Mercedes, provoqua l'intervention de la police. Cet incident a failli lui coûter sa participation au Grand Prix d'Allemagne car le patron de l'hôtel où il logeait (et qui refusait de lui servir à boire, le pilote étant déjà passablement éméché) déclara à la presse qu'Ireland avait tiré au pistolet depuis le toit de son hôtel. Le Royal Automobile Club dut intervenir pour permettre à Ireland de participer à la course. À la suite des conséquences du dramatique Grand Prix d'Italie à Monza où Wolfgang von Trips, leader du championnat et quatorze spectateurs périssent dans la Parabolica, Ferrari et Phil Hill, nouveaux champions du monde pilote et constructeur renoncent à participer au dernier Grand Prix de la saison. Face à une concurrence affaiblie, Ireland s'élance à Watkins Glen, le Grand-Prix des États-Unis. Aux essais, l'Écossais emboutit son réservoir d'essence qui perd de sa capacité et ne s'élance qu'en huitième position. En course, alors qu'il est en tête, il doit ralentir pour économiser son carburant bien que menacé par Roy Salvadori sur sa Cooper. Quand Salvadori est trahi par son moteur à quatre tours du terme, Ireland remporte sa seule victoire en championnat du monde de Formule 1.
Cette victoire, la première de l'histoire du Team Lotus, est insuffisante pour lui éviter d'être limogé quelques semaines plus tard par Colin Chapman. Les raisons de ce licenciement ne sont pas parfaitement claires. Chapman n'aurait pas apprécié qu'à l'occasion du Grand Prix d'Italie, Ireland, de sa propre initiative, échange sa Lotus 21 officielle plus rapide avec la Lotus 18-21 privée de Stirling Moss qui conservait une chance de titre jusqu'à ce qu'un porte moyeu cède en course. Il se dit surtout que le caractère d'Ireland, réputé pour apprécier les plaisirs de la vie et notamment les femmes et l'alcool, cadrait mal avec le professionnalisme que Chapman entendait insuffler à son écurie. Ireland avait son propre avis sur la question et a toujours eu la conviction que Jim Clark, qui n'appréciait pas son style de vie, avait intrigué pour obtenir son limogeage.

#### 1962-1965: carrière en déclin en Formule 1
En 1962, Ireland trouve refuge dans l'écurie British Racing Partnership soutenue par le consortium UDT-Laystall Racing Team de Ken Gregory et Alfred Moss qui engage des Lotus privées. Il n'obtient comme résultat notable qu'une troisième place au Glover Trophy de Goodwood, hors-championnat. Lors de cette course, Stirling Moss se blesse gravement, ce qui a pour conséquence de mettre à mal l'écurie. Les problèmes s'aggraverent avec la présentation de la nouvelle Lotus 25. Tour à tour trahi par ses freins aux Pays-Bas, par sa pompe à essence à Monaco, par sa suspension arrière à Spa-Francorchamps, par une roue endommagée à Rouen et enfin par sa suspension en Italie, Ireland ne termine que trois Grands Prix, en Angleterre, aux États-Unis et en Afrique du Sud où il marque ses seuls points de l'année en se classant cinquième.
En Sports par contre, la saison se révèle plus faste pour Ireland qui remporte, sur Lotus 19, les épreuves de Goodwood, Oulton Park, Silverstone et Nassau ainsi que le RAC Tourist Trophy sur une Ferrari 250 GTO. En fin d'année, une proposition de l'écurie British Racing Motors lui offre la possibilité de relancer sa carrière mais, par respect de la parole donnée, il reste chez BRP qui accède en 1963 au statut de constructeur.
En 1963, Ken Gregory et Alfred Moss décident de construire leur propre monoplace, la BRP Mk1, sur laquelle pourront être intégrés des éléments périphériques (freins, suspension, etc.). Cependant, la mise au point est longue et la voiture n'est disponible que pour le Grand Prix de Belgique, deuxième manche du championnat. En attendant, Ireland commence la saison hors-championnat avec une Lotus 24-BRM grâce à laquelle il se classe troisième du Lombank Trophy et remporte le Glover Trophy à Goodwood. En championnat, les problèmes s'accumulent à cause de retards dans l'approvisionnement des pièces périphériques d'origine Lotus 25, destinées à être greffées sur la monoplace. De plus, la fragilité de la boite Colotti, qui casse plus souvent que les Hewland ou ZF, nuit aux résultats. Au volant de la Mk1, Ireland ne décroche deux quatrièmes places aux Pays-Bas et en Italie et une neuvième place en France. Il termine sa saison sportive peu après à cause d'un grave accident au volant d'une Lotus 19-V12 Ferrari, créée par un ami, dont il sort avec la hanche détruite nécessitant une rééducation de trois mois.
En 1964, six mois après son accident, il remporte hors-championnat le Daily Mirror Trophy à Snetterton sur une BRP Mk1, victoire due à l'abandon des principaux favoris. Il abandonne ensuite à Goodwood, Aintree et à Silverstone où il détruit la nouvelle BRP Mk2. Ireland doit ainsi commencer la saison officielle sur une Lotus 24 vieillissante. Aux essais du Grand Prix de Monaco, il détruit la Lotus à cause de freins défaillants. Quand il retrouve le volant d'une BRP Mk1, puis Mk2, les soucis se confirment : les monoplaces souffrent de problèmes de conception notamment au niveau de la suspension arrière. Ces événements mettent à mal son plaisir de courir, d'autant plus que la Formule 1 prend une tournure affairiste qui ne lui plaît pas. En dépit de deux cinquièmes places en Autriche et en Italie, il décide de ne plus piloter de monoplace pour 1965.
Malgré cela, il rejoint en 1965 le Reg Parnell Racing qui engage des Lotus 25. Son engagement est lié à une pressante demande de Tim Parnell, le fils de Reg Parnell disparu fin 1964. Innes Ireland fait pâle figure en queue de peloton. Seule sa prestation au Grand-Prix d'Italie est digne d'être évoquée mais, trahi par l'alimentation de son moteur, il rétrograde de la cinquième à la neuvième place, hors des points.

#### 1966-1967: épilogue en Endurance et en F1
En 1966, Ireland décide de se consacrer exclusivement à l'endurance. Il court sur Ford GT 40 MkI 289 ci (4,7 litres), sauf aux 24 Heures de Daytona associé à Mike Hailwood, sur une Ferrari 275 LM avec laquelle ils abandonneront sur bris de boîte. Toujours sur GT 40, Ireland participe aux 12 Heures de Sebring avec Peter Sutcliffe pour le compte de Ford Advanced Vehicles. Il dispute les 1 000 km de Monza sur une GT 40 engagée par le Colonel Ronnie Hoare, associé à Chris Amon et abandonne mais prend sa revanche aux 1 000 km de Spa, où il termine cinquième.
Associé à Mike Salmon aux 1 000 km du Nürburgring sur la GT 40 du Colonel, il abandonne après avoir coulé une bielle. À Zeltweg en Autriche, sur une GT 40 du Bernard White Racing, il reçoit le drapeau noir pour une portière ne fermant plus. Sa dernière course en endurance se solde par une victoire à la coupe de Monthléry. En raison d'un engagement pris avec le Bernard White Racing, il participe sans succès en 1966 à deux courses sur BRM avant de quitter la Formule 1 définitivement.
Encouragé par Bill France (en), fondateur de la NASCAR, il participe à la première épreuve de la saison : 500 miles de Daytona, l'une des dernières courses de sa carrière, où le moteur V8 de sa Dodge explose devant les tribunes.
Ireland reprendra le volant en 1969 sur une Lancia Fulvia HF aux 12 Heures de Sebring.

### Après la compétition
Ireland ne quitte pas pour autant le milieu de l'automobile puisqu'il se reconvertit dans le journalisme. En 1967 il intègre le journal Autocar qu’il quitte en 1970 pour courir la même année au rallye Londres-Sydney. De ce rallye, il écrit le livre Marathon in the dust publié en 1970. Plus tard, il collabore au magazine américain Road & Track. De 1992 jusqu’à la fin de sa vie en 1993, il siège comme président du British Racing Drivers' Club.
Pour son rôle en tant que pilote d'usine avec Aston Martin, Innes Ireland s'est vu gratifié en 1966 d'un des deux exemplaires du break de chasse Aston Martin DB6 carrossé par Panelcraft.
Ireland, bien qu'attaché aux valeurs familiales, était connu pour son tempérament jovial et festif. Il est photographié par le photographe sportif Bernard Cahier, touchant la poitrine de Joan Cahier, la femme de ce dernier, sous l'œil de Maurice Trintignant.

## Résultats en compétition

### Résultats en championnat du monde de Formule 1
| Saison | Écurie                     | Châssis                  | Moteur    | Pneus  | GP disputés | Victoires | Pole positions | Meilleurs tours | Points inscrits | Classement |
| ------ | -------------------------- | ------------------------ | --------- | ------ | ----------- | --------- | -------------- | --------------- | --------------- | ---------- |
| 1959   | Team Lotus                 | Lotus 16                 | Climax l4 | Dunlop | 6           | 0         | 0              | 0               | 5               | 14e        |
| 1960   | Team Lotus                 | Lotus 18                 | Climax l4 | Dunlop | 8           | 0         | 0              | 1               | 18              | 4e         |
| 1961   | Team Lotus                 | Lotus 21 Lotus 18-21     | Climax l4 | Dunlop | 6           | 1         | 0              | 0               | 12              | 6e         |
| 1962   | UDT Laystall Racing Team   | Lotus 24                 | Climax V8 | Dunlop | 8           | 0         | 0              | 0               | 2               | 16e        |
| 1963   | British Racing Partnership | Lotus 24 BRP Mk1         | BRM V8    | Dunlop | 7           | 0         | 0              | 0               | 6               | 9e         |
| 1964   | British Racing Partnership | Lotus 24 BRP Mk1 BRP Mk2 | BRM V8    | Dunlop | 7           | 0         | 0              | 0               | 4               | 12e        |
| 1965   | Reg Parnell Racing         | Lotus 25 Lotus 33        | BRM V8    | Dunlop | 6           | 0         | 0              | 0               | 0               | Nc.        |
| 1966   | Bernard White Racing       | BRM P261                 | BRM V8    | Dunlop | 2           | 0         | 0              | 0               | 0               | Nc.        |

### Victoire en championnat du monde de Formule 1
| no | Année | Manche | Grand Prix | Circuit      | Grille | Écurie     | Voiture  | Résumé |
| -- | ----- | ------ | ---------- | ------------ | ------ | ---------- | -------- | ------ |
| 1  | 1961  | 08/08  | États-Unis | Watkins Glen | 8e     | Team Lotus | Lotus 21 | Résumé |

### Résultats hors-championnat du monde de Formule 1
| Saison | Écurie                     | Châssis                          | Moteur                                | Pneus  | GP disputés | Victoires | Pole positions | Meilleurs tours |
| ------ | -------------------------- | -------------------------------- | ------------------------------------- | ------ | ----------- | --------- | -------------- | --------------- |
| 1959   | Team Lotus                 | Lotus 16                         | Climax l4                             | Dunlop | 2           | 0         | 0              | 0               |
| 1960   | Team Lotus                 | Lotus 18                         | Climax l4                             | Dunlop | 5           | 3         | 0              | 1               |
| 1961   | Team Lotus                 | Lotus 21 Lotus 18-21             | Climax l4                             | Dunlop | 11          | 2         | 2              | 2               |
| 1962   | UDT Laystall Racing Team   | Lotus 18-21 Ferrari 156 Lotus 24 | Climax l4 Ferrari V6 BRM V8 Climax V8 | Dunlop | 12          | 1         | 0              | 1               |
| 1963   | British Racing Partnership | Lotus 24 BRP Mk.1                | BRM V8                                | Dunlop | 7           | 1         | 1              | 1               |
| 1964   | British Racing Partnership | BRP Mk.1 BRP Mk.2                | BRM V8                                | Dunlop | 6           | 1         | 0              | 0               |
| 1965   | Reg Parnell Racing         | Lotus 25 Lotus 33                | BRM V8                                | Dunlop | 3           | 0         | 0              | 0               |
| 1966   | Reg Parnell Racing         | Lotus 33                         | BRM V8                                | Dunlop | 2           | 0         | 0              | 0               |

### Résultats en Formule 2
| Saison | Écurie           | Châssis             | Moteur    | Pneus  | GP disputés | Victoires | Pole positions | Meilleurs tours |
| ------ | ---------------- | ------------------- | --------- | ------ | ----------- | --------- | -------------- | --------------- |
| 1957   | Team Endeavour   | Cooper T43          | Climax l4 | Dunlop | 5           | 0         | 0              | 0               |
| 1958   | Alan Brown Privé | Cooper T45 Lotus 11 | Climax l4 | Dunlop | 1           | 0         | 0              | 0               |
| 1959   | Team Lotus       | Lotus 16            | Climax l4 | Dunlop | 5           | 0         | 0              | 0               |
| 1960   | Team Lotus       | Lotus 18            | Climax l4 | Dunlop | 9           | 2         | 1              | 2               |

### Victoires en championnat du monde des voitures de sport
| Saison | Épreuve            | Manche | Écurie                   | Châssis            | Moteur      |
| ------ | ------------------ | ------ | ------------------------ | ------------------ | ----------- |
| 1962   | RAC Tourist Trophy | 11/15  | UDT Laystall Racing Team | Ferrari 250 GT-SWB | Ferrari V12 |

### Résultats en NASCAR
| Saison | Course disputée | Châssis | Moteur | no | Départ | Tours     | Résultat | Classement | Points inscrits |
| ------ | --------------- | ------- | ------ | -- | ------ | --------- | -------- | ---------- | --------------- |
| 1967   | Daytona 500     | Dodge   | V8     | 31 | 20e    | 126 tours | Abandon  | 27e        | 0               |

### Résultats aux 24 Heures du Mans
Innes Ireland participe à sept reprises aux 24 Heures du Mans mais ne reçoit le drapeau à damier qu'à une seule reprise.
- 1958 : sur une Lotus Eleven 1100 du Team Lotus, associé à Mike Taylor abandon à la 20e heure sur un problème de distribution.
- 1959 : sur une Jaguar Type D de l'Ecurie Ecosse partagée avec Masten Gregory, abandon à la 7e heure sur problème mécanique alors qu'ils étaient en deuxième position.
- 1960 : sur une Lotus Elite expérimentale du Team Lotus, Innes Ireland renonce à participer à l'épreuve. En effet, une semaine auparavant, lors du Grand Prix de Belgique, son ami Alan Stacey avec qui il devait partager sa voiture a trouvé la mort. Ce dernier est remplacé par l'inexpérimenté Jonathan Seiffy qui, au cours de reconnaissances du circuit au volant d'une Elite de série, quitte la piste à grande vitesse et se blesse grièvement. Il semble alors qu’il ait été proposé à Ireland d’être associé à John Whitmore, mais il refusa.
- 1961 : pilote de réserve pour l'Essex Racing inscrit sur l'Aston Martin DBR1 de Roy Salvadori et de Tony Maggs et sur l'Aston Martin DB4 GT Zagato de Lex Davison et de Bib Stillwell.
- 1962 : sur une Ferrari 250 GTO de l'UDT Laystall, copilotée par Masten Gregory, abandon sur panne de dynamo à la 15e heure.
- 1963 : sur une Aston Martin DP214, dérivée de la DB4 GT de l'écurie David Brown-Aston Martin-Lagonda copilotée par Bruce McLaren, abandon sur bielle coulée à la 15e heure. Ils sont les premiers à dépasser les 300 km/h sur la ligne droite des Hunaudières[7].
- 1964 : sur une 250 GTO 64 engagée par Maranello Concessionnaire associé à Tony Maggs : 6e place.
- 1965 : sur une Ford GT 40 MkI engagée par Ford Advanced Vehicles associé à John Whitmore, abandon sur un bris de joint de culasse.
- 1966 : sur une Ford GT 40 MkI engagée par F.R. English Ltd. / Comstock Racing Team, associé à Jochen Rindt, abandon sur casse moteur à la 3e heure.

| Année | Équipe                               | no | Voiture            | Moteur                       | Catégorie | Équipier       | Tours     | Résultat |
| ----- | ------------------------------------ | -- | ------------------ | ---------------------------- | --------- | -------------- | --------- | -------- |
| 1958  | Team Lotus Engineering               | 38 | Lotus 11           | Coventry Climax FWA 1,1 L l4 | S 1.1     | Mike Taylor    | 162 tours | Abandon  |
| 1959  | Ecurie Ecosse                        | 3  | Jaguar D-Type      | Jaguar XK 3,0 L l6           | S 3.0     | Masten Gregory | 70 tours  | Abandon  |
| 1962  | UDT / Laystall Racing Team           | 20 | Ferrari 250 GTO    | Ferrari 3,0 L V12            | GT 3.0    | Masten Gregory | 165 tours | Abandon  |
| 1963  | David Brown / Aston Martin / Lagonda | 8  | Aston Martin DP214 | Aston Martin 3,7 L l6        | GT +3.0   | Bruce McLaren  | 59 tours  | Abandon  |
| 1964  | Maranello Concessionnaire            | 25 | Ferrari 250 GTO    | Ferrari 3,0 L V12            | GT 3.0    | Tony Maggs     | 328 tours | 6e       |
| 1965  | Ford Advanced Vehicles / Alan Mann   | 14 | Ford GT 40 Mk I    | Ford 4,7 L V8                | GT 5.0    | John Whitmore  | 72 tours  | Abandon  |
| 1966  | F.R. English Ltd. / Comstock Racing  | 12 | Ford GT 40 Mk I    | Ford 4,7 L V8                | S 5.0     | Jochen Rindt   | 8 tours   | Abandon  |